# Paranöt
Paranöt (Bertholletia excelsa) är den enda arten i släktet Bertholletia. Den förekommer i Amazonas i Colombia, Venezuela, Guyana, Surinam, Peru, Brasilien och Bolivia. Det svenska namnet på nöten hänvisar ursprungligen till den brasilianska delstaten Pará.
Paranötsträdet är ett av de mest långlivade träden i Amazonas och kan bli över 1000 år gammalt och blir med tiden ett storvuxet träd på upp till 50 meter. Barken är djupt fårad. Bladen sitter samlade i grenspetsar och har 2–3,5 cm långa bladskaft. Bladskivorna blir 17–36 cm långa och 6,5–15,4 cm breda, de är avlånga, kala på ovansidan och med små papiller på undersidan. Bladkanterna kan vara helbräddade till något naggade, vågiga, bredspetsiga. Blomställningarna är enkla ax eller ax i vippor och kommer i bladvecken eller är toppställda. Blommorna är asymmetriska, cirka 3 cm i diameter. Foderflikarna är två. Kronbladen är sex, blekt gula till vita. Basen på ståndarna är förlängd på en sida och bildar en hjälm. Fruktämnet är undersittande med 3-6 rum. Blommorna pollineras av bin i släktena Bombus, Centris, Epicharis, Eulaema och Xylocopa. Frukterna är hårda kapslar som blir 10–16 cm i diameter. De öppnar sig i änden men öppningen är dock mindre än fröna. De faller till marken vid mognaden i januari till mars. Fröna är ätliga, har ett benhårt skal och kallas i vardagligt tal för nötter, trots att de biologiskt sett inte är några nötter. Ett av de få djur som klarar av att ta sig igenom frökapslarna och skalen är agutier. Den samlar även nötterna och gräver ned dem vilket gör att nya paranötsträd kan växa upp.

## Användning

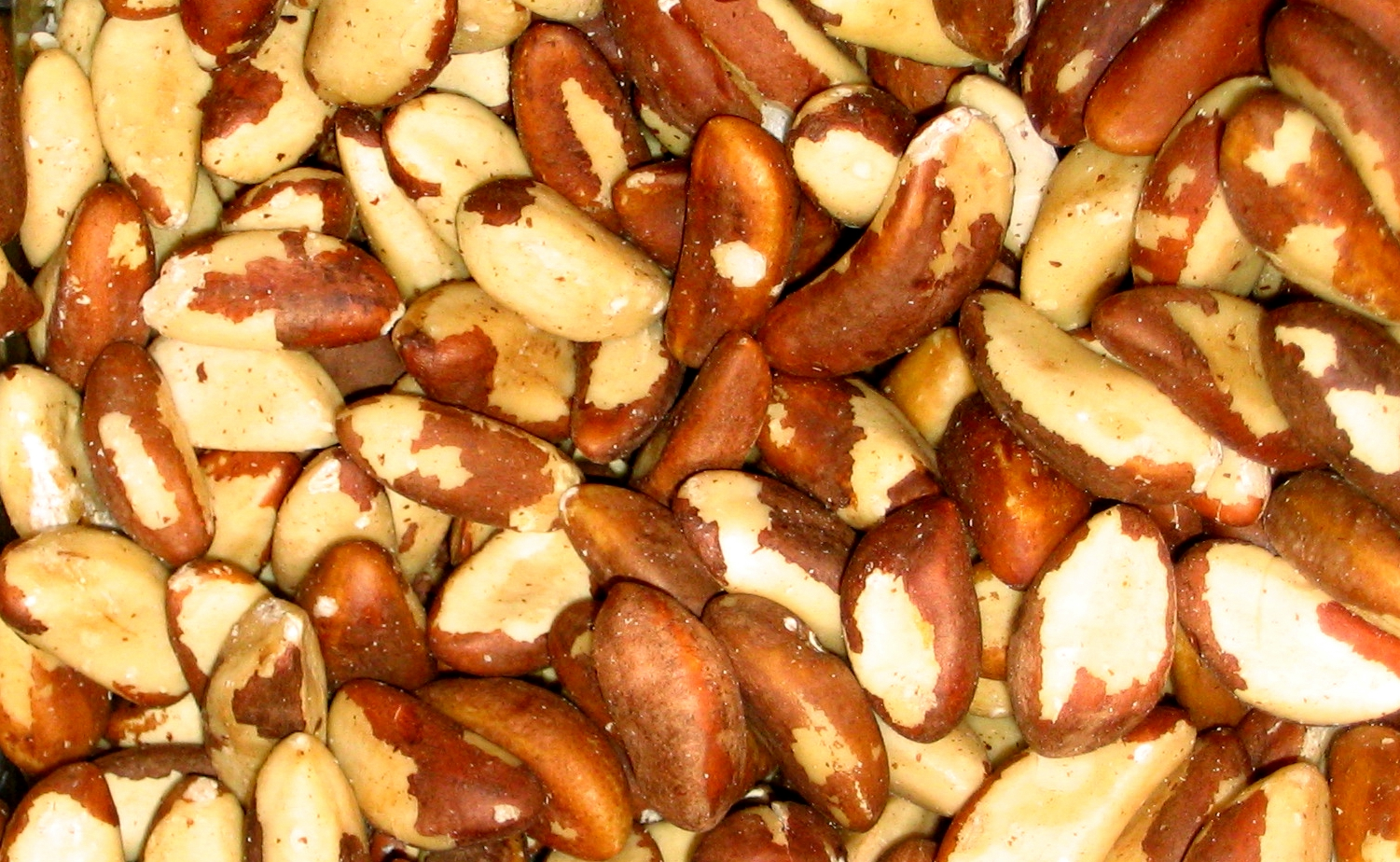
Skalade paranötter

Paranötter innehåller relativt mycket barium och det kemiskt liknande ämnet radium. Den största skillnaden mellan de två är radiumets radioaktivitet, vilket medför att även dotterprodukter kan hittas i nöten. Tyska strålskyddsmyndigheten BfS rekommenderar att barn, unga och gravida av denna anledning helt avstår från att äta paranötter.
Frökapslarna samlas in under januari till maj.
Paranötter har hög proteinkvalitet samt innehåller selen (en till två paranötter om dagen täcker det rekommenderade dagsbehovet) och zink. De skalas genom att man först kyler ned och sedan hastigt hettar upp dem, varvid skalen spricker. Det finns inga metoder för att snabbt skala nötter mekaniskt. Nedkylningen och upphettningen gör att fetterna och proteinerna förändras. Hållbarheten försämras när nötterna inte längre skyddas av skalet.
Nötterna bör vara vita i köttet. Den gula färgen kommer sig av oxiderade, härskna fetter. Vid import kontrolleras nötterna på mögelgiftet aflatoxin.

## Synonymer
Bertholletia nobilis Miers